# Johannesburg
Johannesburg (/dʒoʊˈhænɪsbɜːrɡ/ joh-HAN-iss-burg, ZDA tudi /-ˈhɑːn-/ -⁠HAHN-, afrikanščina [jʊəˈɦanəsbœrχ]; zulujščina in koščina eGoli [ɛˈɡɔːli]) (pogovorno znano kot Jozi, Joburg, Jo'burg ali mesto zlata) je najbolj naseljeno mesto v Južni Afriki. S 5.538.596 prebivalci samo v mestu Johannesburg in več kot 14,8 milijona v urbani aglomeraciji je razvrščeno kot velemesto in eno izmed 100 največjih urbanih območij na svetu. Johannesburg je glavno mesto province Gauteng, najbogatejša provinca v Južni Afriki, in sedež najvišjega sodišča v državi, ustavnega sodišča. Mesto je znotraj z minerali bogatega gričevja Witwatersrand, ki je epicenter mednarodne trgovine z minerali in zlatom. Johannesburg, najbogatejše mesto v Afriki glede na BDP in zasebno bogastvo, deluje kot gospodarska prestolnica Južne Afrike in je dom največje borze na celini, Johannesburške borze.
Johannesburg je bil ustanovljen leta 1886 po odkritju zlata na nekdanjih obdelovalnih površinah. V desetletju je število prebivalcev naraslo na več kot 100.000, zaradi velikih nahajališč zlata, ki so jih našli ob Witwatersrandu. Sodobni Johannesburg je združitev nekoč ločenih mest, okrožij in naselij, kar odraža politiko prostorske segregacije iz obdobja apartheida. Soweto (»jugozahodna mesta«), do leta 1994 označeno kot mesto »samo za črnce«, je eno zgodovinsko najpomembnejših območij sodobne Južne Afrike. Dom ključnih voditeljev proti apartheidu, vključno z Nelsonom Mandelo in Desmondom Tutujem, je postal epicenter vstaje v Sowetu leta 1976, kjer so študentski protesti naleteli na brutalno silo. V nasprotju s tem je Lenasia pretežno poseljena z angleško govorečimi Indo-Južnoafričani (ljudje indijskega in južnoazijskega porekla). Prejšnja območja »samo za bele« vključujejo Sandton, znan kot »najbogatejša afriška kvadratna milja«, Randburg in Roodeport.

## Etimologija
Polemika obkroža izvor imena. V zgodnjo zgodovino mesta je bilo vpletenih precej ljudi z imenom Johannes. Med njimi je glavni uradnik pri uradu generalnega geodeta Hendrika Dercksena, Christiaan Johannes Joubert, ki je bil član Volksraada in je bil vodja republiškega rudarstva. Drugi je bil Stephanus Johannes Paulus Kruger (bolj znan kot Paul Kruger), predsednik Južnoafriške republike (ZAR) od 1883 do 1900. Druga možnost je Johannes Meyer, prvi vladni uradnik na tem območju.
Natančni zapisi o izbiri imena so bili izgubljeni. Johannes Rissik in Johannes Joubert sta bila člana delegacije, poslane v Anglijo, da bi pridobila rudarske pravice za to območje. Joubert je dal po njem poimenovati park v mestu, Rissik pa ima svoje ime po eni od glavnih ulic v mestu, kjer je zgodovinsko pomembna, čeprav propadajoča pošta na ulici Rissik. Mestna hiša v Johannesburgu je tudi na ulici Rissik.

## Zgodovina
Območje, ki obkroža Johannesburg, je bilo prvotno naseljeno s Sani lovci in nabiralci, ki so uporabljali kamnito orodje. Obstajajo dokazi, da so tam živeli pred desetimi stoletji. S kamnitimi zidovi obdane ruševine mest in vasi Sotho-Tswana so raztresene po delih nekdanjega Transvaala, v katerem je Johannesburg.
Do sredine 18. stoletja so širšo regijo večinoma poselile različne soto-tsvanske skupnosti (ena jezikovna veja govorcev Bantu), katerih vasi, mesta, poglavarstva in kraljestva so se raztezala od protektorata Bechuanaland (danes Bocvana) na zahodu, do današnjega Lesota na jugu, do današnjih območij Pedi v provinca Limpopo.
Med vojnami, ki so izhajale iz Zululanda v poznem 18. in zgodnjem 19. stoletju (vojne mfecane ali difaqane), je bilo uničenih veliko soto-tsvanskih mest in vasi na območjih okoli Johannesburga, njihovi ljudje pa pregnani, posledično pa je nastala veja kraljestva Zulu, Ndebele (pogosto imenovana Matabele, ime jim je dal lokalni Sotho–Tsvana), ustanovil kraljestvo severozahodno od Johannesburga okoli današnjega Rustenburga.

### Zlata mrzlica in poimenovanje mesta
Glavni zlati greben Witwatersrand je junija 1884 na kmetiji Vogelstruisfontein odkril Jan Gerritse Bantjes, sin Jana Bantjesa. To je sprožilo zlato mrzlico v Witwatersrandu in ustanovitev Johannesburga leta 1886. Odkritje zlata je hitro privabilo ljudi na to območje, zaradi česar sta bila potrebna ime in vladna organizacija za to območje. Jan, Johan in Johannes so bila pogosta moška imena med Nizozemci tistega časa; nekateri menijo, da sta dva človeka, ki sta sodelovala pri raziskovanju območja za najboljšo lokacijo mesta, Christian Johannes Joubert in Johann Rissik, vir imena. Johannes Meyer, prvi vladni uradnik na tem območju, je še ena možnost. Natančni zapisi o izbiri imena so bili izgubljeni. V desetih letih je mesto Johannesburg vključevalo 100.000 ljudi.
Septembra 1884 sta brata Struben odkrila Greben zaupanja (Confidence Reef) na kmetiji Wilgespruit blizu današnjega Roodepoorta, kar je še povečalo navdušenje nad obeti zlata. Prvo zlato, ki sta ga zdrobila na Witwatersrandu, je bila zlatonosna kamnina iz rudnika Bantjes, zdrobljena s strojem bratov Struben. Novica o odkritju je kmalu dosegla Kimberley in režiserja Cecil Rhodes in Sir Joseph Robinson sta prikolesarila, da bi sama raziskala govorice. Vodili so ju do taborišča Bantjes s šotori, razpetimi čez nekaj kilometrov, in pri Bantjesu ostala dve noči.
Leta 1884 so od Bantjesa kupili prvo čisto prečiščeno zlato za 3000 funtov. Mimogrede, Bantjes je od leta 1881 upravljal rudnik zlata Kromdraai v Zibelki človeštva skupaj s svojim partnerjem Johannesom Stephanusom Minnaarjem, kjer sta leta 1881 prvič odkrila zlato in ki je ponudilo tudi drugo vrsto odkritja – zgodnje prednike vsega človeštva. Nekateri poročajo, da je Avstralec George Harrison prvi zahteval zlato na območju, ki je postalo Johannesburg, ko je julija 1886 našel zlato na kmetiji. Na tem območju ni ostal.
3. oktobra 1886 je bilo prvič uporabljeno ime Johannesburg. Geodet Jos de Villiers je raziskoval prvo sosesko Johannesburga, Randjeslaagte, med 19. oktobrom in 3. novembrom istega leta.
Zlato so pred tem odkrili približno 400 kilometrov vzhodno od današnjega Johannesburga v kraju Barberton. Iskalci zlata so kmalu odkrili bogatejše zlate grebene Witwatersranda, ki jih ponuja Bantjes. Prvotno rudarsko taborišče pod neformalnim vodstvom polkovnika Ignatiusa Ferreire je bilo v ponoru Fordsburg, verjetno zato, ker je bila tam na voljo voda, in zaradi bližine mesta izkopavanj. Po ustanovitvi Johannesburga je območje prevzela vlada Transvaala, ki ga je raziskala in ga poimenovala Ferreira's Township, danes predmestje Ferreirasdorpa. Prvo naselje v Ferreirinem kampu je bilo ustanovljeno kot šotorsko taborišče, ki je do leta 1887 kmalu doseglo 3000 prebivalcev. Vlada je prevzela taborišče, ga pregledala in ga poimenovala Ferreira's Township. Do leta 1896 je bil Johannesburg ustanovljen kot mesto z več kot 100.000 prebivalci, eno najhitreje rastočih mest doslej.
Rudniki v bližini Johannesburga so med najglobljimi na svetu, nekateri globoki tudi do 4000 metrov.

### Hitra rast, napad na Jameson in druga burska vojna
Kot številna rudarska mesta poznega 19. stoletja je bil Johannesburg grobo in neorganizirano mesto, naseljeno z belimi rudarji z vseh celin, pripadniki afriških plemen so bili novačeni za opravljanje nekvalificiranih rudarskih del, afriške pivovarke so kuhale in prodajale pivo temnopoltim delavcem migrantom, zelo veliko število evropskih prostitutk, gangsterjev, obubožanih Afrikanerjev, trgovcev in AmaWasha, Zulu moški, ki so presenetljivo prevladovali pri pranju perila. Ko se je vrednost nadzora nad ozemljem povečala, so se razvile napetosti med transvaalsko vlado v Pretorii, v kateri so prevladovali Buri in Britanci, kar je doseglo vrhunec v napadu Jameson, ki se je končal s fiaskom pri Doornkopu januarja 1896. V drugi burski vojni (1899–1902) so britanske sile pod poveljstvom feldmaršala Fredericka Sleigha Robertsa, 1. grofa Robertsa, zasedle mesto na 30. maj 1900 po vrsti bitk jugozahodno od njenih takratnih meja, blizu današnjega Krugersdorpa.
Boji so potekali na prelazu Gatsrand (blizu parka Zakarija) 27. maja, severno od Vanviksrusta — današnjega Nancefielda, Eldorado Parka in Naturene — naslednji dan, dosegli vrhunec v množičnem pehotnem napadu na današnji greben vodovoda v Chiawelu in Senaoaneu 29. maja.
Med bursko vojno je veliko afriških rudarjev zapustilo Johannesburg in povzročilo pomanjkanje delovne sile, ki so ga rudniki ublažili s privabljanjem delavcev iz Kitajske, zlasti južne Kitajske. Po vojni so jih nadomestili črni delavci, vendar je veliko Kitajcev ostalo, kar je ustvarilo kitajsko skupnost v Johannesburgu, ki v času apartheida pravno ni bila razvrščena kot 'azijska', ampak kot 'obarvana'. Leta 1904 je bilo v mestu 155.642 prebivalcev, od tega 83.363 belcev.

### Zgodovina po Uniji
Leta 1917 je Johannesburg postal sedež Anglo-ameriške korporacije, ki jo je ustanovil Ernest Oppenheimer in ki je nazadnje postala ena največjih svetovnih korporacij, ki je prevladovala tako v rudarjenju zlata kot diamantov v Južni Afriki. Večji gradbeni razvoj se je zgodil v 1930-ih, potem ko je Južna Afrika opustila zlati standard. V poznih 1940-ih in zgodnjih 1950-ih je Hillbrow (mestna stanovanjska soseska v Johannesburgu) postal visok. V zgodnjih 1960-ih je vlada apartheida zgradila ogromno aglomeracijo mestnih območij, ki je postalo znano kot Soweto. Nove ceste so spodbudile množično širjenje predmestja proti severu mesta. V poznih 1960-ih in zgodnjih 1970-ih so stolpnice (vključno s Carlton Center in Southern Life Centre) zapolnile obzorje osrednje poslovne četrti.
Sistem apartheida, celovit sistem rasnega ločevanja, je bil v Južni Afriki vsiljen leta 1948. Gospodarstvo Johannesburga je bilo za svojo rast odvisno od sto tisoč kvalificiranih belih delavcev, uvoženih iz Evrope, ter pol- in nekvalificiranih temnopoltih delavcev, uvoženih iz drugih delov južne Afrike. Čeprav sta delala skupaj, ju je vlada prisilila, da živita ločeno. Delo je veljalo za izjemo od apartheida, da bi Johannesburg še naprej deloval kot gospodarska prestolnica Južne Afrike.
V 1950-ih je vlada začela politiko gradnje mestnih območij za temnopolte družine (pred tem so nekvalificirane delavce prosili, da delajo na 'samskem statusu' v hostlih samo za moške v rudnikih in so se morali voziti na delo, da bi videli svoje družine v kateri koli provinci iz katere izvirajo) zunaj Johannesburga, da bi zagotovili delavce za Johannesburg. Soweto, okrožje, ustanovljeno za temnopolte delavce, ki so prihajali na delo v rudnike zlata v Johannesburgu, je bilo namenjeno 50.000 ljudem, a je kmalu postalo dom desetkrat večjega števila, saj je na tisoče brezposelnih podeželskih črncev prišlo v Johannesburg po zaposlitev in dohodek, da bi jih poslali nazaj v svoje vasi. Ocenjeno je bilo, da je bilo leta 1989 število prebivalcev v Sowetu enako prebivalstvu v Johannesburgu, če ne celo večje.
Marca 1960 je bil Johannesburg priča množičnim demonstracijam proti apartheidu kot odgovor na pokol v Sharpevillu. 11. julija 1963 je južnoafriška policija vdrla v hišo v predmestju Johannesburga Rivonia, kjer je bilo aretiranih devet članov prepovedanega Afriškega nacionalnega kongresa (ANC) zaradi obtožb načrtovanja sabotaže. Njihova aretacija je vodila do znamenitega procesa Rivonia. Med devetimi aretiranimi je bil en Indo-Južnoafričan, en temnopolt, dva belca in pet temnopoltih, od katerih je bil eden bodoči predsednik Nelson Mandela. Na sojenju so obtoženi prostodušno priznali, da so krivi tega, česar so bili obtoženi, in sicer načrtovanja razstrelitve hidroelektrarne v Johannesburgu, da bi zaprli rudnike zlata, toda Mandela je sodišču trdil, da je ANC poskušal z nenasilnim uporom proti apartheidu in ni uspel, tako da ni imel druge izbire. Zaradi sojenja je Mandela postal nacionalna osebnost in simbol upora proti apartheidu.
16. junija 1976 so v Sowetu izbruhnile demonstracije zaradi vladnega odloka, da se temnopolti šolski otroci izobražujejo v afrikanščini namesto v angleščini, in potem ko je policija streljala na demonstracije, so se v Sowetu začeli nemiri proti apartheidu in se razširili na širše območje Johannesburga. V vstaji v Sowetu leta 1976 je bilo ubitih približno 575 ljudi, od katerih je bila večina temnopoltih. Med letoma 1984 in 1986 je bila Južna Afrika v nemiru, saj je potekala vrsta vsedržavnih protestov, stavk in nemirov proti apartheidu, črnska mesta okoli Johannesburga pa so bila prizorišča nekaterih najhujših spopadov med policijo in demonstranti proti apartheidu.
Osrednje območje mesta je v 1980-ih in 1990-ih doživelo nekakšen upad zaradi visoke stopnje kriminala in ko so nepremičninski špekulanti usmerili velike količine kapitala v primestna nakupovalna središča, decentralizirane poslovne parke in zabaviščne centre. Sandton City je bil odprt leta 1973, leta 1976 sta mu sledila nakupovalno središče Rosebank Mall in leta 1979 Eastgate.
V 1990-ih se je mesto soočilo s hitro rastjo kriminala v velikih delih mesta. Nekateri predeli nebotičnikov so bili zapuščeni, številni prebivalci so zapustili svoje domove, podjetja pa so se izselila. Nekatere zgodovinske stavbe v osrednjih območjih so uničili požari, ki so se neusmiljeno širili.

### Enaindvajseto stoletje
Konec apartheida je pomenil upravno združitev mesta Johannesburg iz obdobja apartheida z okoliškimi okrožji in naselji v metropolitansko občino mesta Johannesburg. Vendar se je izkazalo, da je prostorsko dediščino apartheida težko premagati in Johannesburg ostaja med najbolj neenakopravnimi mesti na svetu.
Leta 2025 je Johannesburg ostal peto najbolj nevarno mesto na svetu po stopnji kriminala. Poskusi oživitve CBD v Johannesburgu, predvsem v okrožju Maboneng, niso uspeli zaustaviti naraščajoče stopnje kriminala in propadanja infrastrukture v središču mesta. Zapuščene stavbe v mestnem okrožju Hillbrow so vedno bolj zasegle tolpe in 31. avgusta 2023 je najmanj 76 ljudi umrlo, ko je v Johannesburgu zagorela ugrabljena stavba. Marca 2025 je južnoafriški predsednik Cyril Ramaphosa sprožil reševalni načrt za reševanje »hitro propadajoče mestne infrastrukture«.
Od leta 1994 je v Johannesburgu še vedno več primerov ksenofobnega nasilja nad migranti iz drugih afriških držav. 12. maja 2008 se je v okrožju Alexandra v severovzhodnem delu Johannesburga začela serija nemirov, ko so domačini napadli migrante iz Mozambika, Malavija in Zimbabveja ter pri tem ubili dve osebi in ranili 40 drugih. Ti nemiri so sprožili ksenofobne napade po vsej državi leta 2008, ki so zaznamovali še 60 umorov in obsežno uničenje posesti priseljencev. Nemiri v Johannesburgu leta 2015 in 2019 so podobno pokazali izbruhe množičnega nasilja nad migranti.
Sodobni Johannesburg je gostil številne mednarodne vrhove in športne dogodke. Finale Svetovnega prvenstva v nogometu 2010 je potekal na stadionu FNB, največjem stadionu v Afriki, medtem ko je na zaključni slovesnosti svetovnega prvenstva naslednji dan nastopil zadnji javni nastop Nelsona Mandele. Leta 2015 je Johannesburg gostil vrh Afriške unije, ki je sprožil mednarodno ogorčenje, saj je Južna Afrika pomagala pri prihodu in pobegu Omarja al Baširja kljub mednarodnemu nalogu za aretacijo zaradi vojnih zločinov Mednarodnega kazenskega sodišča. Leta 2018 je Johannesburg gostil 10. vrh BRICS, leta 2023 pa 15. vrh BRICS. Na vrhu G20 v Johannesburgu leta 2025 se bodo voditelji držav in vlad zbrali za prvo predsedovanje G20 afriške države.

## Geografija

### Topografija
Johannesburg je na vzhodnem planotastem območju Južne Afrike, znanem kot Highveld, na nadmorski višini 1753 metrov. Nekdanje osrednje poslovno okrožje je na južni strani izrazitega grebena, imenovanega Witwatersrand (angleško White Water's Ridge), teren pa pada proti severu in jugu. Witwatersrand na splošno označuje razvodnico med rekama Limpopo in Vaal, saj se severni del mesta odmaka z reko Jukskei, medtem ko južni del mesta, vključno z večino osrednjega poslovnega okrožja, z reko Klip. Severni in zahodni del mesta ima valovito gričevje, medtem ko so vzhodni deli položnejši.
Johannesburg morda ni zgrajen ob reki ali pristanišču, vendar njegovi potoki prispevajo k dvema najmogočnejšima rekama južne Afrike, Limpopo in Oranje. Večina izvirov, iz katerih izvira veliko teh potokov, je zdaj pokritih z betonom in kanalizirana, kar je razlog za dejstvo, da se imena zgodnjih kmetij na tem območju pogosto končajo s fontein, kar v afrikanščini pomeni 'izvir'. Nekaj primerov je Braamfontein, Rietfontein, Zevenfontein, Doornfontein, Zandfontein in Randjesfontein. Ko so prvi beli naseljenci dosegli območje, ki je zdaj Johannesburg, so opazili lesketajoče se skale na grebenih, po katerih je tekla voda, ki so jo napajali potoki, kar je območju dalo ime, Witwatersrand, greben belih voda. Druga razlaga je, da belina izvira iz kvarcitne kamnine, ki ima poseben sijaj po dežju.
Vendar mesto ni bilo izbrano zaradi svojih tokov. Glavni razlog, da je bilo mesto ustanovljeno tam, kjer stoji danes, je bilo zlato. Dejansko je bilo mesto nekoč blizu ogromnih količin zlata, glede na to, da je na neki točki zlatarska industrija Witwatersrand proizvedla štirideset odstotkov zlata na planetu.

### Parki in vrtovi
Parke in vrtove v Johannesburgu vzdržuje Johannesburg City Parks and Zoo. City Parks je prav tako odgovoren za zasaditev številnih zelenih dreves v mestu, zaradi česar je Johannesburg eno najbolj zelenih mest na svetu. Ocenjuje se, da je v mestu šest milijonov dreves, število pa se vsako leto poveča – 1,2 milijona na pločnikih in cestah ter nadaljnjih 4,8 milijona v zasebnih vrtovih. City Parks še naprej vlaga v sajenje dreves, zlasti tistih prej zapostavljenih območij Johannesburga, ki niso bila deležna pozitivnih koristi urbanističnega načrtovanja Johannesburga zaradi apartheida. Botanični vrt Johannesburg, ki je v predmestju Emmarentia, je priljubljen rekreacijski park.
Johannesburg in okolica poleg Johannesburškega živalskega vrta, ki je eden največjih v Južni Afriki, ponuja različne možnosti obiskovalcem, ki si želijo ogledati divje živali. Naravni rezervat Lion Park, poleg kulturne vasi Lesedi, je dom več kot 80 levom in različni drugi divjadi, medtem ko je naravni rezervat Krugersdorp, 1500 ha velik rezervat divjadi, oddaljen štirideset minut vožnje od središča mesta. Center za geparde De Wildt v Magaliesbergu vodi uspešen program vzreje gepardov, divjih psov in drugih ogroženih vrst. Naravni rezervat za nosoroge in leve, ki je v Zibelki človeštva na 1200 ha »tipične visoke ravnice Gauteng«, prav tako izvaja program razmnoževanja ogroženih vrst, vključno z bengalskimi tigri, sibirskimi tigri in izjemno redkim belim levom. Na jugu, 11 kilometrov od središča mesta, je Naravni rezervat Klipriviersberg, dom velikih sesalcev in pohodniških poti. Lenasia in predmestje Soweta ločuje zaščiteno območje naravnega rezervata Olifantsvlei.

### Podnebje
Johannesburg leži na planoti Highveld in ima subtropsko visokogorsko podnebje (Köppen Cwb). Mesto ima sončno podnebje, za poletne mesece (od oktobra do aprila) so značilni vroči dnevi, ki jim sledijo popoldanske nevihte in hladni večeri, za zimske mesece (od maja do septembra) pa suhi, sončni dnevi, ki jim sledijo hladne noči. Temperature v Johannesburgu so običajno dokaj zmerne zaradi visoke nadmorske višine mesta, s povprečno najvišjo dnevno temperaturo v januarju 25,6 °C, ki se junija zniža na povprečno najvišjo temperaturo okoli 16 °C. UV-indeks za Johannesburg je poleti ekstremen in pogosto doseže 14–16 zaradi visoke nadmorske višine in njegove lege v subtropih.
Zima je najbolj sončen letni čas z blagimi dnevi in hladnimi nočmi, ki junija in julija pade na 4,1 °C. Temperatura ponoči občasno pade pod ledišče, kar povzroči zmrzal. Sneg je redek pojav, saj je v 20. stoletju snežilo maja 1956, avgusta 1962, junija 1964 in septembra 1981. V 21. stoletju je bil leta 2006 rahel žled, prav tako pa tudi sneg 27. junija 2007 (nabral se je do 10 centimetrov ali 4 palcev v južno predmestje), 7. avgusta 2012  in 10. julija 2023.
Pozimi prehajajo redne hladne fronte, ki prinašajo zelo mrzle južne vetrove, a običajno jasno nebo. Povprečna letna količina padavin je 713 milimetrov, ki so večinoma koncentrirane v poletnih mesecih. V zimskih mesecih se pojavljajo redke plohe. Najnižja najnižja nočna temperatura, kadar koli zabeležena v Johannesburgu, je bila -8,2 °C 13. junija 1979. Najnižja najvišja dnevna zabeležena temperatura je bila 1,5 °C 19. junija 1964.

## Demografija
Po podatkih južnoafriškega državnega popisa leta 2011 ima Johannesburg 4.434.827 prebivalcev, zaradi česar je najbolj naseljeno mesto v Južni Afriki (najbolj naseljeno mesto v Južni Afriki je bilo vsaj od 1950-ih). Po popisu leta 2001 ljudje živijo v 1.006.930 formalnih gospodinjstvih, od katerih jih ima 86 % stranišče na splakovanje ali kemično stranišče, 91 % pa jih občina odvaža smeti vsaj enkrat na teden. 81 % gospodinjstev ima dostop do tekoče vode, 80 % gospodinjstev pa kot glavni vir energije uporablja elektriko. 29 % prebivalcev Johannesburga ostane v neformalnih bivališčih.[88] 66 % gospodinjstev vodi ena oseba.
Mestna aglomeracija Johannesburga se razteza precej čez administrativne meje občine. Leta 2011 je citypopulation.de ocenil prebivalstvo celotnega območja na 7.860.781 prebivalcev. Predmestja Johannesburga so produkt širjenja mest in so regionalizirana na sever, jug, vzhod in zahod ter imajo na splošno različne osebnosti. Širši Johannesburg sestavlja več kot petsto predmestij na območju, ki pokriva več kot 520 kvadratnih kilometrov. Čeprav je temnopolte Afričane mogoče najti po celotnem Johannesburgu in njegovi okolici, ostaja širši del Johannesburga zelo rasno ločen.
Znotraj metropolitanske občine je bilo staro središče, ustanovljeno leta 1886 in dobilo status mesta leta 1928, v nedavnih popisih prebivalstva navedeno kot "glavni kraj". Od leta 2011 je imelo to glavno mesto 957.441 prebivalcev in površino 334,81 km2. Nekateri avtorji menijo, da metropolitansko območje vključuje večino province Gauteng. Oddelek ZN za prebivalstvo je leta 2016 ocenil prebivalstvo metropolitanskega območja na 9.616.000.
Črnci predstavljajo 73 % prebivalstva, sledijo jim belci z 18 %, temnopolti s 6 % in Azijci s 4 %. 42 % prebivalcev je mlajših od 24 let, 6 % prebivalcev pa je starejših od 60 let. 37 % prebivalcev mesta je brezposelnih. 91 % brezposelnih je temnopoltih Afričanov. Ženske predstavljajo 43 % delovno aktivnega prebivalstva. 19 % ekonomsko aktivnih odraslih dela v veleprodaji in maloprodaji, 18 % v finančnih, nepremičninskih in poslovnih storitvah, 17 % v javnih, socialnih in osebnih storitvah ter 12 % v proizvodnji. Le 0,7 % jih dela v rudarstvu.

## Gospodarstvo
Johannesburg je gospodarsko in finančno središče Južne Afrike, ki proizvede 16 % bruto domačega proizvoda Južne Afrike in predstavlja 40 % gospodarske dejavnosti Gautenga. V raziskavi, ki jo je leta 2008 izvedel Mastercard, je Johannesburg uvrstil na 47. mesto od 50 najboljših mest na svetu kot svetovno trgovsko središče (edino mesto v Afriki).
Rudarstvo je bilo temelj gospodarstva Witwatersranda, vendar njegov pomen postopoma upada zaradi vse manjših zalog, storitvena in proizvodna industrija pa sta postali pomembnejši za mestno gospodarstvo. Medtem ko rudarjenje zlata ne poteka več znotraj meja mesta, ima večina rudarskih podjetij še vedno sedež v Johannesburgu. Mestna predelovalna industrija se razprostira na številnih območjih in še vedno je odvisna od težke industrije, vključno z jeklarnami in cementarnami. Storitvene in druge panoge vključujejo bančništvo, informacijsko tehnologijo, nepremičnine, transport, radiodifuzne in tiskane medije, zasebno zdravstveno varstvo, transport ter živahen maloprodajni trg za prosti čas in potrošnike. Johannesburg ima največjo borzo v Afriki, JSE, čeprav se je preselila iz osrednjega poslovnega okrožja. Zaradi svoje komercialne vloge je mesto sedež provincialne vlade in kraj številnih vladnih izpostav, pa tudi konzulatov in drugih ustanov.
Mestni kompleks Witwatersrand je velik porabnik vode v sušnem območju. Njegova nadaljnja gospodarska in populacijska rast sta bili odvisni od shem za preusmerjanje vode iz drugih regij Južne Afrike in iz visokogorja Lesota, med katerimi je največji Lesotho Highlands Water Project, vendar so od začetka 21. stoletja potrebni dodatni viri.
Kontejnerski terminal v City Deepu je znan kot največje 'suho pristanišče' na svetu, s približno 50 % tovora, ki prispe skozi pristanišči Durban in Cape Town, prispe v Johannesburg. Območje City Deep je vlada Gautenga razglasila za IDZ (industrijsko razvojno območje).

## Kultura
Johannesburg je kulturno središče Južne Afrike in ima veliko različnih kulturnih prizorišč, zaradi česar je pomembno območje za številne ustvarjalne in kulturne industrije. V Johannesburgu so Narodna šola za umetnost, Šola za umetnost Univerze v Witwatersrandu in Južnoafriško baletno gledališče ter kulturna območja, kot je trg Mary Fitzgerald in številni drugi muzeji, gledališča, galerije in knjižnice. Mestna knjižnica Johannesburg stoji v osrednjem poslovnem okrožju Johannesburga.
Umetnostna galerija Johannesburg (JAG) velja za eno najbolj opaznih zbirk likovne umetnosti na afriški celini, saj predstavlja evropsko in afriško umetnost od 15. stoletja do danes. Wits Art Museum v Braamfonteinu je specializiran za zgodovinsko in sodobno afriško umetnost. Johannesburg je tudi dom številnih omembe vrednih zasebnih zbirk in umetniških galerij, ki so večinoma v severnih predmestjih. Med njimi so Fundacija za sodobno umetnost Joburg (JCAF), Galerija Goodman, Galerija MOMO in Umetniška galerija Standard Bank.
Od leta 1994 je bilo ustanovljenih več muzejev za spomin in izobraževanje o politični zgodovini Južne Afrike. Med njimi so Muzej apartheida, Ustavni hrib, Muzej Hectorja Pietersona in Mandelova hiša. Drugi zgodovinski muzeji so Južnoafriški nacionalni muzej vojaške zgodovine, Johannesburški center za holokavst in genocid ter Delavski muzej.

### Arhitektura
Johannesburg je dom nekaterih najvišjih zgradb v Afriki, kot so Sentech Tower, Hillbrow Tower, Carlton Center in Ponte City Apartments. Obzorje mesta Johannesburg ima večino najvišjih zgradb na celini in vključuje večino mednarodnih organizacij, kot so IBM, Absa, BHP, Willis Group, First National Bank, Nedbank in Standard Bank. Številne starejše stavbe v mestu so bile porušene in na njihovem mestu zgrajene sodobnejše. v Hillbrowu je tudi Constitution Hill, sedež ustavnega sodišča Južne Afrike.
Johannesburg ima, tako kot mnoge metropole, več kot eno osrednje poslovno okrožje (CBD), vključno z, vendar ne omejeno na, Sandton, Rosebank in Roodepoort poleg prvotnega CBD. Osrednje poslovno okrožje pokriva površino 6 kvadratnih kilometrov. Sestavljajo ga tesno strnjeni nebotičniki, kot so Carlton Center, Marble Towers, zgradba Trust Bank, stanovanja Ponte City, Southern Life Center in 11 Diagonal Street.
Mestno središče Johannesburga ohranja svoje elemente vzorca pravokotne mreže, ki je bil prvič uradno zabeležen leta 1886. Ulice so ozke in polne stolpnic, zgrajenih od sredine do poznih 1900-ih. Stare stavbe iz viktorijanske dobe, ki so bile prvič zgrajene v poznih 19. stoletjih, so bile že zdavnaj porušene. Leta 1900 so s seboj prinesla uvedbo številnih različnih arhitekturnih slogov in struktur. Umetnostna galerija v Johannesburgu in stavba vrhovnega sodišča sta dva primera. To so bile pomembne strukture Beaux-Arts, s slogom, ki ga je postavil (takrat) kolonialni starš, Britanski imperij.